# Estil Lluís XVI

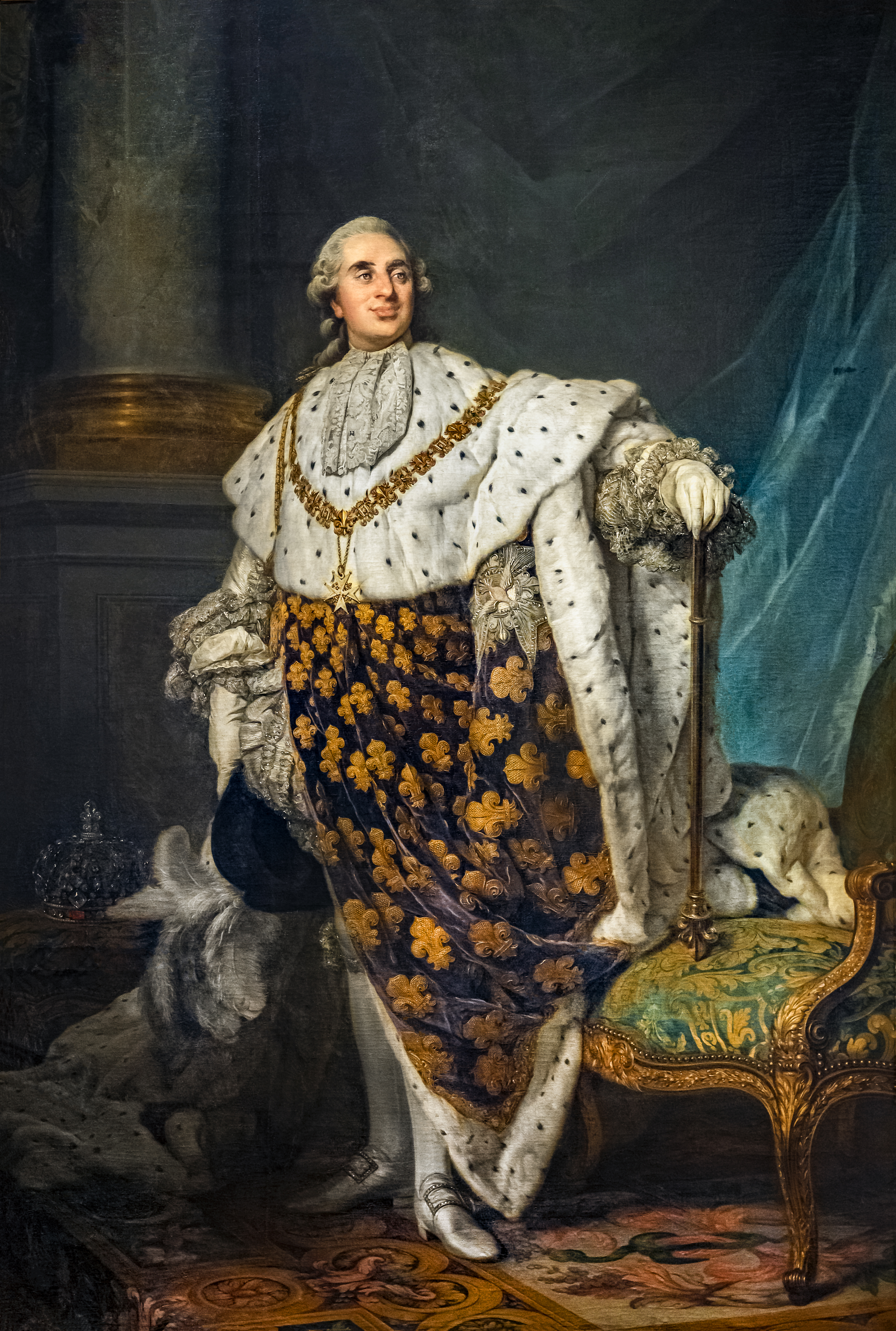
Lluís XVI, per Jean Duplessis, 1780.

L'Estil Lluís XVI sorgeix com a contraposició a l'Estil Lluís XV (Rococó); és una de les primeres manifestacions del neoclassicisme a França, d'aproximadament entre el 1760 i el 1789, per tant apareix amb anterioritat al regnat de Lluís XVI (1774 - 1792).

## Característiques
El 1738 es descobreixen les restes d'Herculà, i el 1748 els de Pompeia, dues ciutats de l'antiga Roma destruïdes per l'erupció del Vesuvi. El llibre del Comte de Caylus, "Recueil des Antiquités égyptiennes, étrusques, grécques et Gauloises" (Col·lecció d'antiguitats egípcies, etrusques, gregues i gal·les), sobre les novetats descobertes en diverses àrees, inclòs en el mobiliari, va donar un impuls al nou gust per l'Antiguitat Clàssica a França. La influència de Madame du Barry, l'amant de Lluís XV, va ser important per al desenvolupament inicial de l'estil. El seu gust pel classicisme es va reflectir de manera especial l'estil del seu castell de Louveciennes. Aquest estil, també anomenat "Style à la grecque" (estil a la grega), va tenir la seva transició en l'estil directori, i la seva màxima esplendor en l'estil Imperi.
L'estil Lluís XVI s'oposa a l'estil Lluís XV; torna al rigor de les formes geomètriques, les formes greus, com el rectangle, el quadrat, les rodones i ovalades preses de l'arquitectura neoclàssica. Les potes dels mobles incorporen elements com les canals o el pilar quadrat. Els elements decoratius són també mínims. Els adorns són de forma simètrica i la inspiració es troba en els vegetals i els temes antics. Entre els més clàssics hi ha el llaç de cinta i les cortines fistonades. El color daurat és col·locat en petits angles de les claus (en què es reforcen les debilitats dels mobles).
Arquitectes com Ange-Jacques Gabriel, Claude-Nicolas Ledoux o Etienne-Louis Boullée, van adoptar l'estil neoclàssic. Aquest estil incorpora elements de la cultura grecoromana (columnes, frontons, proporcions harmonioses, pòrtics). La pintura també experimenta un retorn a l'antiguitat clàssica.
Paral·lelament a nous els descobriments de l'art grecoromà, va existir un altre factor decisiu en la transformació del gust de la societat de l'època: les teories il·lustrades que donen suport al retorn a la naturalesa, exposades per Jean-Jacques Rousseau. La natura i el camp es posen de moda, i també les activitats de jardineria, aportant una nova estètica amb una sèrie de motius decoratius associats.
Com a resultat de la creixent austeritat, augmenta la reacció contra els excessos del rococó i les seves corbes asimètriques, preferint la línia recta i la sobrietat en la decoració. Tot i això, romanen encara algunes línia corbes que suavitzen la rigidesa de les noves estructures.